# Año fiscal
Un año fiscal, ejercicio fiscal o año financiero es un periodo de 12 meses usado para calcular informes y organizar posadas financieras anuales en negocios y otras organizaciones. En la mayoría de jurisdicciones hay leyes que regulan la contabilidad y requieren estos informes una vez cada doce meses.
Este periodo en España y los países hispanoamericanos normalmente empieza el 1 de enero y termina el 31 de diciembre del mismo año. 
El año fiscal sirve para determinar el devengo de muchas obligaciones, tanto contables como tributarias.

## Año fiscal por países

### Argentina
Comienza el 1 de enero y termina el 31 de diciembre. Los ciudadanos o sociedades deberán presentar la declaración jurada anual de sus ganancias. Generalmente, el año fiscal coincide con el año calendario, si bien no existen impedimentos legales para que las sociedades fijen sus cierres de ejercicio en cualquier momento del año calendario, de acuerdo a la voluntad societaria. La única condición es que deben ser de 12 meses corridos para ser considerados como un ejercicio regular. Todas las sociedades constituidas formalmente llevan registros contables y liquidan el impuesto a las ganancias con base en las ganancias netas obtenidas en su ejercicio económico.

### Colombia
El año fiscal abarca del 1 de enero al 31 de diciembre.

### Costa Rica
El período fiscal ordinario del impuesto inicia el 1° de octubre de un año y concluye el 30 de septiembre del año siguiente (12 meses). Además la Administración Tributaria puede autorizar dependiendo de la actividad del contribuyente, un “período fiscal especial” de año natural, sea del 1° de enero al 31 de diciembre, conforme resolución DGT-R-27-2015 y sus reformas. Para el año 2020 se realiza un periodo de transición con un año fiscal de 15 meses, para luego a partir de 2021 iniciar el periodo fiscal el 1° de enero y finalizar el 31 de diciembre.

### Estados Unidos
Un año fiscal puede no ser el mismo que el año calendario, y para la parte impositiva la IRS permite a las compañías pagar sus impuestos por año calendario o año fiscal.  Un año fiscal consiste en un periodo de 12 meses que puede terminar en cualquier mes del año excepto diciembre.

### España
El año fiscal abarca del 1 de enero al 31 de diciembre.

### En Suecia
El Periodo fiscal puede iniciar cualquier mes del año, por ejemplo, del 1 de octubre al 30 de septiembre.

### México
El año fiscal abarca del 1 de enero al 31 de diciembre. Cuando las personas morales inicien sus actividades con posterioridad al 1 de enero, en dicho año el ejercicio fiscal será irregular, debiendo iniciarse el día en que comiencen actividades y terminarse el 31 de diciembre del año de que se trate.

### Venezuela
En Venezuela, las personas jurídicas pueden escoger su ejercicio fiscal y hacerlo diferente del año calendario, a esos se les conoce como ejercicios fiscales irregulares.